# テイルズ オブ ファンダム Vol.2
『テイルズ オブ ファンダムVol.2』（Tales of Fandom Vol.2）は、2007年6月28日にバンダイナムコゲームスから発売されたPlayStation 2用ゲームソフト。

## 概要
『テイルズ オブ』シリーズのファンディスク『テイルズ オブ ファンダム Vol.1』の流れを汲んでおり、藤島康介デザインの『テイルズ オブ ファンタジア』、『テイルズ オブ シンフォニア』、『テイルズ オブ ジ アビス』のキャラクターが共演する。パッケージイラストには“ティアバージョン”と“ルークバージョン”の2種類があり、ティアバージョンではティア、クレス、ロイドの3人、ルークバージョンにはルーク、ミント、コレットの3人が描かれている（ゲーム内容は同じ）。
マッグガーデンからアンソロジーコミックが1冊刊行されている。

## 内容

### アドベンチャーパート
フルボイス。前作の「カオベンチャー」からさらに強化され「ボイスアドベンチャー」になり、常に上半身のキャラクターイラストが表示されるようになった。今作では前作にもあった会話分岐点の他にタイミングゲージという新要素が登場する。タイミングゲージには心ゲージ、技ゲージ、体ゲージの3つがある。また、条件を満たすと本編同様「称号」が貰え（ミニゲームでも条件を満たせば貰える）、中には立ち絵の衣装が変わるものもある。
収録されているシナリオは以下の4つ。ファンタジア編・アビス（ティア）編を田中豪、シンフォニア・アビス（ジェイド）編を実弥島巧が担当している。
前提として、全員が最終決戦直前に何らかの力により、この『ファンダム』の舞台である世界に飛ばされた、ということになっている。話の構成は現在・メインの人物の過去話・現在となっている。
ファンタジア（アーチェ）編〜たいせつな場所〜
アーチェが主人公の話。モンスターとの戦闘中に自身の力不足を思い知るチェスター。その戦闘の際に魔術でチェスターを助けたアーチェはそれを鼻にかけ、チェスターを「戦力外」呼ばわりするが、次の日アーチェは、なぜか魔術が使えなくなってしまう。それがバレることを恐れたアーチェは「新しい魔術の研究」と嘘をついて仲間たちを師匠に魔術以外の技を覚えようと奮闘する。
シンフォニア（クラトス）編〜もうひとつの交響曲〜
クラトスが主人公の話。パーティを離れ単独行動をしていたクラトスはかつての仲間・ミトスがロイド達と行動を共にしている姿を目撃する。その姿を追いながら、4000年前のミトスとの旅や、仲間達と過ごした過去を振り返るクラトスは、迷いの中ひとつの決断を下す。
アビス（ティア）編 遺言-メシュティアリカ-
ティアが主人公。『アビス』本編が始まる前までの過去の話。ティア5歳、ヴァン16歳のときに交わした「自分の第七音素を兄を助けるために使う」という約束を果たすべく、「神託の盾（オラクル）騎士団」入隊を決意したティア。だが、段々ヴァンに狂気が見え隠れするようになるのに気づいた彼女は、彼の考えを知りたいと思い始める。そして14歳になり、祖父を説得して士官学校へ入学するが、彼女の下に派遣されたのはダアト行きの迎えではなく、ヴァンに近しい人物（リグレット）だった。
この話では、『アビス』本編で名前だけ登場した第六師団師団長のカンタビレが初めて姿を見せる。また、この話のみモノローグで語られている。
アビス（ジェイド）編〜マルクト帝国騒動記〜
ジェイドが主人公。ガイ、アニスと、ジェイドの幼馴染であるマルクト皇帝ピオニー9世と空飛ぶ譜業博士・ディストの話。外殻大地降下作戦から少し後の物語。導師の使いであるアニスがローレライ教団の極秘情報をマルクトに持ち込む。そこには「皇帝暗殺計画」、更には皇帝「ご落胤」の噂が。それを面白がったピオニーは早速ことの真相を確かめるために自分を隊長とする捜索隊を編成する。
特別編 時の狭間の物語-テイルズ オブ 異聞録-
上記4つのシナリオを全てクリアすると登場する5つ目のシナリオ。ついに3つの世界の住人がひとつの場所に集結するが、不思議な力により、またバラバラにされてしまう仲間たち。再び出会った場所に辿り着き、そこでこの世界が崩れてしまうことを精霊から告げられ、仲間たちはこの世界を救うべく、精霊に戦いを挑む。

### ミニゲーム
収録されているミニゲームは以下の7つ。アドベンチャーパートと同様、こちらでも条件を満たすと称号が貰える。
テイルズ オブ ドンジャラ
ドンジャラのテイルズ版。通常の役のほか、テイルズにまつわるオリジナルの役が用意されている。また、キャラごとに特技が設定されている（牌交換など）。
TOP・TOS・TOAから味方・敵各九牌/精霊・道具・食料から各九牌登場。
テイルズ オブ パズル
3×3のマスにキャラが描かれたコマを置いて消すゲーム。各コマごとにペアとなるコマがある。難易度選択可。
コマのキャラクターはTOPはクレス・ミント/チェスター・アーチェ、TOSはロイド・コレット/ゼロス・しいな、TOAはルーク・ティア/アッシュ・ナタリアが登場。
お邪魔コマはTOAのディストが登場。
テイルズ オブ スナイパー
劇場に迷い込んだミュウ。その劇場に迫り来る敵を狙って撃つ、射的のようなゲーム。パズル同様難易度選択可。
ちなみに背景はファンタジア→シンフォニア（救いの塔）→アビス（バチカル前→魔界ユリアシティ前→タタル渓谷）の順になっていく。
カジノ
スロット・ポーカー・ブラックジャック・バカラの4種類のゲームがあり、条件を満たすと各ゲームで対戦相手を選ぶことが可能になる。
タイミングバトル
TOPではクレスとチェスター、TOSではロイドとゼロス、そしてTOAではルークとガイが参戦。
精霊（ルナ、シャドウを除く）たちがつくった幻想世界で各敵キャラクターを倒し（タイミングケージの調整を行い）、精霊と最後に勝負する。
ちなみに各敵キャラクターだけでなく、ヒロイン（TOPではミントとアーチェ、TOSではコレットとしいな、TOAではティアとアニス）も登場する。
それ以外（いわゆるダミー）はTOPではすず、TOSではジーニアスとプレセアそしてTOAではアッシュとジェイドも登場。
※失敗および攻撃が当たると失格。（コンティニューの場合は1人目からやり直し。）

## 登場キャラクター
声優の名前の隣にあるのは第3回『テイルズ オブ 』キャラクター人気投票ランキングの30位以内に入っているランクを示している。

### ファンタジア
ダオスとの決着をつけるため、エターナルソードでダオス城に乗り込もうとした瞬間に異世界に飛ばされてしまった。
コスチューム称号（以下「コス称号」）は「水着」
クレス・アルベイン
男性・17歳 クラス・剣士
声 - 草尾毅 / キャラクターランキング - 第14位
アルベイン流剣術を駆使する剣士で、真面目で正義感が強いが少しのんびりした性格。
特別編ではロイド、ルークと同じ場所に飛ばされた。その時は荒れるロイドとルークをたしなめ、リーダーシップを発揮したため、ロイドに「リーダー」と称された。駄洒落が好きだがセンスは低レベルで、ロイドのボケを駄洒落と勘違いしている。
ドンジャラの特技は「ロン上がり強化（ロンであがった際得点UP）」。スナイパーで使用するアイテムは「アップルグミ」（最大12個）。コス称号は「ライフセーバー」。
ミント・アドネード
女性・18歳 クラス・法術士
声 - 岩男潤子
優しくおっとりとした性格だが、芯は強い。
特別編ではコレット、ティアと同じ場所に飛ばされた。ゼロス曰く、「金髪の清楚なボインちゃん」。少々天然な面もあり、コレットが「転んで壁に穴を空ける」という話を聞いても、全く疑問に思っていない。クレスのことが好きなのだが、当人が鈍感であるため余り進展していない。
ドンジャラの特技は「特技封印（一定の間指定キャラの特技を使えなくする）」。パズルのノーマルモード担当。コス称号は「ワンピース」。
チェスター・バークライト
男性・17歳 クラス・弓使い
声 - 伊藤健太郎 / キャラクターランキング - 第16位
クレスの親友。幼いときに両親を亡くし、その後は妹アミィと2人で生きていたため苦労が多く、物事を斜めから見る皮肉屋になってしまったが、根は優しい。
特別編ではゼロス、ガイと同じ場所に飛ばされた。目つきが悪く、ゼロス曰く「ツリ目オールバックM型後退予備軍」。ゼロスやアッシュとは出会って早々に仲が悪かったが、ゼロスがシルフをナンパしていることに驚く。アーチェのことが気になっており、ゼロスとガイにそれらしき発言を漏らしてからかわれ、後でアーチェはゼロスに口説かれたことを知った時は怒りを露にしていた。
ドンジャラの特技は「必中ツモ（使用時次の牌が高確率でツモ牌になる）」。コス称号は「ビキニパンツ」。
クラース・F・レスター
男性・29歳 クラス・召喚士
声 - 井上和彦
精霊を研究している学者である召喚士。教養も豊かであり、ファンタジアメンバーの最年長者でもある。精霊からは「もっと休みをくれ」「ルナばかり贔屓するな」と文句を言われていた（本作ではルナ以外の精霊を一度も召喚していないので、自業自得とも言える）。
特別編ではリフィル、ジェイドと同じ場所に飛ばされた。リフィルとは色々と気が合い、2人で一緒にジェイドに振り回されている。自分たちの世界とシンフォニアメンバーの世界の共通点や関係性に、並々ならぬ縁を感じている。
コス称号は「海の男」。
アーチェ・クライン
女性・17歳 クラス・魔術師
声 - かないみか / キャラクターランキング - 第21位
明るく賑やかなハーフエルフの少女。チェスターのことを気にしており、彼とやたら掛け合いを繰り広げている。ちなみに、アドベンチャーパートではチェスターと仲の良い傾向にある。
特別編ではしいな、ナタリアと同じ場所に飛ばされた。ゼロス曰く「ポニーテールのかわいこちゃん」。アドベンチャーパート「〜たいせつな場所〜」の主人公。うっかり「自分の実力を示す（=戦う）」と言うことを忘れ、精霊との契約を許可し、大変なことになりかけた。自分のスタイルを気にしており、しいなとナタリアを羨ましがっている。
ドンジャラの特技は「牌シャッフル（手持ちの牌をすべて交換する）」。コス称号は「セパレート」。
藤林 すず
女性・11歳 クラス・忍者（くノ一）
声 - 川田妙子 / キャラクターランキング - 第26位
忍者の里の長になった「くノ一」の少女。忍者として感情を押し殺しているが、本来は年相応に優しく、冗談好き。
特別編ではジーニアス、アニスと同じ場所に飛ばされた。三人の中では最年少ながらしっかり者で、ジーニアスとアニスの喧嘩を“雷電”で力づくで止める。自分と同じようなプレセアに対して親近感を抱いている。
藤林しいなと同姓・忍者であることなど、何らかの関係を思わせるが、結局互いに名乗りあうことはなかった。
ドンジャラの特技は「手牌オープン（やめるまですべての相手の手牌を確認できる）」。コス称号は「子どもの水着」。

### シンフォニア
飛ばされたのはちょうどオリジンの封印前でクラトスとロイドが戦った後。『シンフォニア』の世界は『ファンタジア』の世界と、「シルヴァラントとテセアラ（ファンタジアでは二つの月の名前）」、「精霊」、「マーテル」など色々と共通点を持つが、彼等がその関係性に気付くことはなかった。
コス称号はロイドとセイジ姉弟は「祭衣装」。クラトス・ゼロス・リーガル除くその他全員は「コスプレ」。
ロイド・アーヴィング
男性・17歳 クラス・双剣士
声 - 小西克幸 / キャラクターランキング - 第24位
3歳の時に母親を亡くし、ドワーフに拾われて育てられた。かなりの熱血漢で、曲がったことを嫌う。
特別編ではクレス、ルークと同じ場所に飛ばされた。頭は良くなく、「濡れ衣」を「濡れ脱ぎ」と言ってしいなから「器用に間違えるね」と言われ、また、「親バカ」と言われたクラトスを庇って「九九が出来るからバカではない」と反論しゼロスを呆れさせた。その他にもミュウを見て「犬」と呼び、クレスとクラトスから「犬には見えない」とつっこまれている。早とちりな部分もあるが素直な性格で、間違いと認めたことはすぐに謝る。
ドンジャラの特技は「ツモ上がり強化（ツモであがった際得点UP）」。スナイパーで使用するアイテムは「ライフボトル」（最大3個）。コス称号は「祭りだワッショイ！」。
コレット・ブルーネル
女性・16歳 クラス・天使
声 - 水樹奈々 / キャラクターランキング - 第13位
世界再生の役目を背負って生まれたシルヴァラントの神子。ロイドとジーニアスとは幼馴染で、ロイドに対して好意を抱いているが、本人が女心に鈍すぎるため全く気付いてもらえていない。
特別編ではミント、ティアと同じ場所に飛ばされた。ロイド以上に天然で、ティアの肩書きを名前と本気で勘違いしている。リーガル曰く「話に加わると論点がずれる」。ドジでよく転んでは壁に穴を空ける。
ドンジャラの特技は「手牌入れ替え（指定した相手と自分の手牌をすべて入れ替える）」。パズルのイージーモード担当。コス称号は「白衣の天使」。
ジーニアス・セイジ
男性・12歳 クラス・魔術師
声 - 折笠愛
ハーフエルフの男の子でリフィルの弟。ロイドとコレットとは幼馴染で、学力に長けている。プレセアのことが好きだが、本人を前にすると上がったり、またプレセアも少し鈍い為、なかなか上手くいかない。
特別編ではすず、アニスと同じ場所に飛ばされた。子ども扱いされることを嫌っている。子供らしい生意気さもあり、年が近いアニスとは少々仲が悪く、飛ばされて早々に戦闘しそうになった。気持ちが伝わらないとすぐに人間不信に陥る傾向がある。
コス称号は「子どものはっぴ」。
リフィル・セイジ
女性・23歳 クラス・法術士
声 - 冬馬由美
ハーフエルフの女性でジーニアスの姉。聡明な美人で、鋭い洞察力と冷静で大人びた雰囲気を持つ。ロイド・コレット・ジーニアスの先生でもあり、この3人にいつも何かと悩まされている。
特別編ではクラース、ジェイドと同じ場所に飛ばされた。掴み所のないジェイドに良いように振り回され、クラース同様に頭を抱えていた。まだ23歳とメンバーの中では相応に若いため、ジェイドがクラース・リフィル・ジェイドの組み合わせを「年寄り組」と言って怒りを露にしている。ちなみにジェイドとクラースは各パーティの最年長であるが、リフィルの場合はクラトス、リーガル、プレセア（実年齢）に次ぐ年齢である為、この組み合わせは「年」ではない事がわかる。コス称号は「きれいなゆかた」。
クラトス・アウリオン
男性・28歳（実年齢は4000歳以上） クラス・魔法剣士
声 - 立木文彦 / キャラクターランキング - 第5位
クルシスの四大天使にして、ロイドの本当の父親。また、ミトスの良き師匠であり、4000年前はテセアラの貴族であり、偉大な騎士でもあった。元は人間で身体年齢は28歳であるものの、天使化によって4000年以上の時を生きている。常に無口・無表情で沈着冷静だが、親バカでもある。ゼロスからは「親バカ」、「ストーカー」と言われ、またリフィルからも親バカであることを肯定され、少し落ち込む様子も見せた。
特別編では飛ばされずに、プレセア、リーガル、アッシュと共に全員が集まっていた場所に残っていた（精霊によれば飛ばされたメンバーは似通った者たち同士の組み合わせらしく、残ったメンバーはどの組み合わせにも属さなかった為）。ロイドたちがいなくなった後も冷静に状況を分析し、プレセアやリーガルと共にアッシュを諭している。
アドベンチャーパート「〜もうひとつの交響曲〜」の主人公。コス称号は「テトラスラッシュ」、また原作でも出た称号コス・ジャッジメントの「4000年の想い」と2種類ある。
藤林 しいな
女性・19歳 クラス・符術士（+召喚士）
声 - 岡村明美
隠れ里ミズホのくノ一で、召喚士としての才能も持つ。旧知であったゼロスのよき突っ込み役。昔のトラウマで雷が苦手で、特別編では「なんでヴォルトと縁があるのだろう」と嘆いている。非常にスタイルが良い。
特別編ではアーチェ、ナタリアと同じ場所に飛ばされた。ロイドに好意を抱いており、そのことをアーチェやルークに指摘されているが、コレットのことを気遣っている。
コス称号は「メイド」。
ゼロス・ワイルダー
男性・22歳 クラス・魔法剣士
声 - 小野坂昌也 / キャラクターランキング - 第8位
テセアラの神子で、三度の飯より女好き。クラトスがあまり好きではないようで、彼に対して冷たい態度をとることも多い。軽薄な態度が多いが、それは神子として生まれたことへの疎外感を隠すための仮面である。
特別編ではチェスター、ガイと同じ場所に飛ばされた。アッシュやチェスターとは気が合わないらしく、いがみ合っている。他の女性たちを口説くばかりか、シルフにまで口説いていた。
ドンジャラの特技は「牌交換（自分の持ち手牌1個を全員の捨て牌の中から好きな物と交換できる）」。コス称号は「アロハオエ〜♪」。
彼の特技はアイテムを集めるとドンジャラに参加するメンバーの中でもトップクラスの性能を誇る。
プレセア・コンバティール
女性・12歳（実年齢は28歳） クラス・戦士
声 - 桑島法子 / キャラクターランキング - 第12位
冷静沈着で寡黙な少女。ロイドたちに会う前は、ある事がきっかけで喜怒哀楽の感情の全てを失っており、肉体も12歳のまま成長が止まっていた。実年齢は28歳で、女性陣の中では最年長。そのため本来の年齢と身体年齢のギャップを気にしており、自分とは逆の時間を歩んでいたルークに対して不思議と興味を持っていた。肉球好きで、ミュウには肉球がなかったことを知り悲しんだ。
特別編では飛ばされずに、クラトス、リーガル、アッシュと共に全員が集まっていた場所に残っていた（外見上はジーニアスたちと組み合わせになりそうだが、プレセアは本来の年齢が違う為）。外見に似合わず冷静な性格であり、アッシュ曰く「ラルゴよりも老けている（クラトスとリーガルもそう思われている）」。
ドンジャラの特技は「予告ドンジャラ（発動後、数ターンの間にドンジャラした際得点が倍になる）」。コス称号は「ねこねこねねこ」。
リーガル・ブライアン
男性・33歳 クラス・格闘家
声 - 大塚明夫
大柄な囚人。かつては貴族でレザレノカンパニーの会長だったが、ある事件がきっかけで恋人のアリシアを殺めてしまい、自ら牢獄に入った。アリシアの姉であるプレセアのことを何かと気にかけており、ジーニアスに一方的にライバル視されている。
特別編では飛ばされずに、クラトス、プレセア、アッシュと共に全員が集まっていた場所に残っていた。シンフォニアメンバーで実質の最年長者である（クラトスの実年齢が4000歳を超えるが身体的には28歳）。無口で落ち着いた性格で、アッシュに対しては誠実に諭している。
メインキャラクターの中で唯一コス称号がない。
ミトス・ユグドラシル
男性・14歳 クラス・魔法剣士
声 - 高山みなみ
クルシスの四大天使にして、最高指導者。クラトスの一番弟子のハーフエルフの男の子で、かつては古代カーラーン大戦を終息させた英雄。姉の事を良く慕っており、その姉であるマーテルを好いているユアンに対してはこの時代からよく思っていなかったようだ。
ハーフエルフに対する差別が無くなることを信じて、カーラーン大戦を終結させ英雄となったが、マーテルの死をきっかけに性格が変わり、世界を支配する独裁者となってしまった。
マーテル・ユグドラシル
女性・年齢不明 クラス・法術士
声 - 渡辺美佐
クルシス四大天使にして、マーテル教で女神として祀られている女性。その正体は4000年前に亡くなったミトスの姉。ハーフエルフだった為に迫害されていたが、差別が無くなることを信じてミトスを支え続けてきた。少々天然でおっとりとした性格。
ユアン
男性・年齢不明 クラス・魔法剣士
声 - 森川智之
クルシスの四大天使にして、クルシスと敵対するレネゲードの首領。4000年前にシルヴァラント軍に所属していたハーフエルフ。シンフォニア本編と髪型と服装がわずかに違う。マーテルのことを気にする素振りを見せるが、この時点でつき合っているかどうかは不明。
ドンジャラの特技は「ロン封印（一定時間指定した相手のロンを封じる）」。
ケイト
女性・年齢不明 クラス・研究員
声 - 山口由里子
ハーフエルフ。父親でもある教皇の指示で、学園都市サイバックの地下にて研究をしていた。おとなしい性格だが、脱出の手引きをするなど意外と行動派な面も見せる。

### アビス
ヴァンとの決戦の為エルドランドに突入した直後、一行から少し離れた場所にいたアッシュ共々異世界に飛ばされた。『ファンタジア』、『シンフォニア』のメンバーたちとは違い、飛ばされた直後は二組に分かれていた（ルークとティアとナタリアとアッシュ、ジェイドとアニスとガイ）。『アビス』の世界では「精霊」や「ドワーフ」とはおとぎ話の存在らしく、飛ばされた先の世界では「精霊」の存在にイマイチ実感が湧いていなかった。
コス称号はルーク・ティア・ガイ・ナタリア・アッシュは「学生服」。ジェイド・アニスは「コスプレ」。
ルーク・フォン・ファブレ
男性・17歳 クラス・剣士
声 - 鈴木千尋 / キャラクターランキング - 第2位
キムラスカ王国のファブレ公爵家の一人息子であったが、その正体は本物のルーク（アッシュ）のレプリカ。身体年齢は17歳だが、実際はまだ7年しか生きていない。以前は我儘で世間知らずだったが、後に自分を変えたいという思いで断髪する。それ以降は穏やかで素直な性格になったものの、自分がレプリカである事実に少々卑屈になった。ティアに対して好意を抱いている。
特別編ではクレス、ロイドと同じ場所に飛ばされた。ロイドに対し「こんな友達が欲しかった」と語っているが、彼や若干天然なクレスよりかは良識的で、ツッコミ役にもなっている。ファンタジア・シンフォニア両メンバーから「後ろ向き」と心配される（但しこの時点では本来ならばあまりそのような様子は見られない）。
ドンジャラの特技は「ドラ強化（ドラを所持していたときドラのポイントが上がる）」。スナイパーで使用するアイテムは「アワーグラス」（最大5個）。コス称号は「運動部」。
ティア・グランツ
女性・16歳 クラス・音律士（法術士）
声 - ゆかな / キャラクターランキング - 第10位
ローレライ教団の神託の盾騎士団の響長で、一見冷淡だが実際は年相応の女の子らしい性格。由緒ある名家の出身でもある。本名はメシュティアリカ・アウラ・フェンデ。
特別編ではミント、コレットと同じ場所に飛ばされた。ゼロス曰く「軍服のクールメロンちゃん」。かわいいもの好きで、コレットとミントの白い服と金髪をかわいいと感じていたが、真面目過ぎてコレットのボケには付いていけてない。ルークに対して好意を抱いている。アドベンチャーパート「遺言-メシュティアリカ-」の主人公。
パズルのハードモード担当。ドンジャラの特技は「得点ダウン（指定した相手は一定時間あがっても得点が半分しかもらえない）」。コス称号は「憧れのお姉さま」。
ジェイド・カーティス
男性・35歳 クラス・譜術士（魔術師）
声 - 子安武人（幼少時代 - 荒木香恵） / キャラクターランキング - 第3位
マルクト帝国軍第三師団の師団長で階級は大佐。帝国軍の名家カーティス家の養子でもある。ピオニー、ディストとは幼なじみ。頭脳派だが、優れた槍使いとしての一面も持つ。
特別編ではクラース、リフィルと同じ場所に飛ばされた。アビスメンバー及び、ファンタジア、シンフォニアのメンバーたちと合わせても最年長（クラトスの実在年齢を除く）であるが、リフィルとクラースが彼が最年長であることに違和感を覚えるほど、若い顔立ちと食えない性格をしている。決してパーティをまとめる存在ではなく、逆に乱しており、持ち前の食えない性格でクラースとリフィルを振り回している。
アドベンチャーパート「〜マルクト帝国騒動記〜」の主人公。コス称号は「執事」。
アニス・タトリン
女性・13歳 クラス・人形使い
声 - 桃井はるこ / キャラクターランキング - 第15位
ローレライ教団に所属している導師守護役の唱師。外見は可愛いが、腹黒い性格でジェイドとはいいコンビであり、一緒にガイをいじっている。お人良しな両親が騙されて多額の借金を負ってしまい、玉の輿を目指している。そのため金持ちの男には猫を被る。
特別編ではすず、ジーニアスと同じ場所に飛ばされた。ジーニアスとは比較的仲が悪く、彼に対しては口が悪い本性が現れている。また自分たち三人に共通点があることに、かなりの不服を抱いたらしい（ちなみに彼女たちの共通点は、年齢が最年少だったということになる）。
ドンジャラの特技は「TPダウン（指定した相手のTP（特技使用に必要なポイント）を0にする）」。コス称号は「お嬢様」。
ガイ・セシル
男性・21歳 クラス・剣士
声 - 松本保典 / キャラクターランキング - 第4位
ファブレ公爵家の使用人で、ルークの世話役兼親友。正体はかつてファブレ公爵に滅ぼされたマルクト帝国の伯爵家の跡取り息子で、本名はガイラルディア・ガラン・ガルディオス。
特別編ではゼロス、チェスターと同じ場所に飛ばされた。アビスメンバーの中では一番良識を持っている、事実上のまとめ役であり、ジェイドとアニスにいじられる。気苦労が多いらしく「後退」という言葉に敏感で彼曰く「オレが一番心配していること」と語っている。また、女性嫌いと言うのを別方向に勘違いされ、チェスターとゼロスからひかれた。
ドンジャラの特技は「ツモ予知（発動後から3順までのツモ牌を見ることができる）」。コス称号は「帰宅部」。
ナタリア・L・K・ランバルディア
女性・18歳 クラス・弓使い
声 - 根谷美智子
ルークの従姉弟であり、彼の婚約者でもあるキムラスカ王国の王女。ルークやガイとは幼馴染にあたる。しかし実は王家の血を引く本物の王女ではなかった。実の両親から貰った名前はメリル・オークランド。
特別編ではアーチェ、しいなと同じ場所に飛ばされた。ゼロス曰く「金髪のアーチェリー美女」。天然で純粋な心を持っており、ミント・コレット同様天然ボケをかましている。本当に好きだった本物のルークであるアッシュのことを大切に想っており、自分の好みのタイプはアッシュしかいないと言う程、彼の事を愛している。
学校へ通っていないためか学校に強い憧れを抱いている。コス称号は「麗しの転校生」。
アッシュ
男性・17歳 クラス・剣士
声 - 鈴木千尋 / キャラクターランキング - 第6位
神託の盾騎士団六神将の一人で通称「鮮血のアッシュ」。正体は本物のルーク・フォン・ファブレで、主人公ルークのオリジナル。彼とは仲が悪く、ロイドたちに兄弟と間違えられて怒る。婚約者であるナタリアのことをとても大切に想っており、彼女のことになると周りが見えなくなりがち。
短気で喧嘩早く口が悪い為、特別編ではゼロスやチェスターと会って早々に喧嘩をしていた。その後、ルークたちが別の場所に飛ばされた後はクラトス・リーガル・プレセアと共にその場に残っていたが、いやに冷静な三人を見て「ラルゴより老けてる」と感じており、特に自分より年下であるはずのプレセアには他の2人よりも違和感を覚えていた（実年齢では彼女の方が年上）。しかもその三人にゼロスたちにちゃんと謝るように諭されている。
コス称号は「生徒会」。
ミュウ
オス・年齢不明 クラス・マスコット
声 - 丸山美紀
アビス本編ではルークに「ブタザル」と言われ、今作ではロイドに「犬」と言われるある意味不幸なマスコットキャラクター。
今作のみ彼のコスチュームもあり。
ヴァン･グランツ
男性・27歳 / 16歳 クラス・譜術剣士（魔法剣士）
声 - 中田譲治（幼少時代 - 斎賀みつき）
神託の盾騎士団主席総長であり、ティアの兄。預言を憎んでいる。
リグレット
女性・26歳 クラス・（譜）銃使い
声 - 伊藤美紀
ティアの教官の一人で、神託の盾騎士団六神将の一人で通称「魔弾のリグレット」。ヴァンの右腕的存在。
ディスト
男性・35歳 クラス・学者（譜業使い）
声 - 矢尾一樹（幼少時代 - 中村千絵）
神託の盾騎士団六神将の人で通称「死神ディスト」。陰険な性格。ピオニーからは本名であるサフィールと呼ばれている。
牢獄に不満を発言するが、ジェイドに「3食おかわりする男が何を言っている」と叱られ、投獄生活でも元気な場面をみせる。ティア曰く「イスで空を飛ぶ人」。
カンタビレ
女性・年齢不明 クラス・剣士
声 - 杉本ゆう
ティアの教官の一人で、神託の盾騎士団第六師団師団長。強気な性格の女剣士。ティアを大詠師直属に推薦した人物。その後、転勤を命じられダアトを去る。
テオドーロ・グランツ
男性・年齢不明 クラス・聖職者
声 - 岡和男
ティアとヴァンの養祖父。ユリアシティの市長でもある。アビス本編ではルークたちをサポートしてくれる。
ピオニー・ウパラ・マルクト九世
男性・36歳 クラス・皇帝陛下（+格闘家）
声 - 山崎たくみ
マルクトの皇帝。武器集めが趣味だが修めているのは体術。
ドンジャラの特技は「皇帝勅命（あがった次のラウンドの手牌がよくなる）」。また、特技が発動するとジェイドのカットインが入り、さらにメンバーにガイがいると2人のカットインが入る。
自分のわがままでジェイド･アニス･ガイを振り回す。そのわがままぶりは長髪時ルークの如く。「この人も髪切った方がいいんじゃないか」と言われていた。
シュタインメッツ伯爵
男性・年齢不明 クラス・貴族
声 - 中江真司
マルクトの貴族。オリジナルキャラクター。反皇帝のひとりであり、リースを利用してピオニーを殺そうとするが失敗、その後あっけなく御用となった。
なぜか関係のない筈のチェスターのタイミングバトルでも登場する。
口癖は「無礼者」、「失敬な！」など。
リース
男性・16歳 クラス・偽貴族（民間人）
声 - 浦和めぐみ
アドベンチャーパート「〜マルクト帝国騒動記〜」にて登場するオリジナルキャラクター。
自分はご落胤であり、街頭で預言を廃止したピオニーを偽皇帝だと主張していた。
シュタインメッツ同様御用となるが、使われた側の人間であるために彼よりは罪が軽いようである。

### 精霊
イフリート
声 - 稲田徹
「火」を司る精霊。スナイパーでの効果は「射撃範囲拡大」。特別編では主人公組のクレス・ロイド・ルークが担当。
タイミングバトルではルーク担当（ラリー→カンタビレ→リグレット→クラース→イフリートの順に登場）。
セルシウス
声 - 水城レナ / キャラクターランキング - 第20位
「氷」を司る精霊。スナイパーでの効果は「連射」。パズルのマニアモード担当。姿は新規書き下ろし。
特別編では年少組のすず・ジーニアス・アニスが担当。
タイミングバトルではゼロス担当（クルシスの天使→ミトス→クラトス→チェスター→セルシウスの順に登場）。
ウンディーネ
声 - 住友優子
「水」を司る精霊。スナイパーでの効果は「ミュウのHP回復」。特別編ではメインヒロイン組のミント・コレット・ティアが担当。
タイミングバトルではガイ担当（マルクト兵→ディスト→ピオニー→リフィル→ウンディーネの順に登場）。
ヴォルト
「雷」を司る精霊。スナイパーでの効果は「全体攻撃」。特別編ではサブヒロイン組（アーチェ・しいな・ナタリア）が担当。
タイミングバトルではチェスター担当（貴族→貴族+モンスター1匹→貴族+モンスター2匹→ジェイド→ヴォルトの順に登場）。
シルフ
声 - 塩山由佳
「風」を司る精霊。スナイパーでの効果は「アイテム増幅」。特別編では青年組（チェスター・ゼロス・ガイ）が担当。
タイミングバトルではクレス担当（男の人→男の人+あらくれ男1人→男の人+あらくれ男2人→リーガル→シルフの順に登場）。
ノーム
声 - 山本圭一郎
「地」を司る精霊。外身と中身が変わっているスナイパーでの効果は「落石」。
特別編では知性派組のクラース・リフィル・ジェイドが担当。
タイミングバトルではロイド担当（レネゲード→ユアン→レネゲード+ユアン→アニス→ノームの順に登場）。
ルナ
「光」を司る精霊。
クラースの技、テイルズ オブ ドンジャラの精霊牌でだけ登場。今回は姿はなし。クラースに贔屓されているらしい（精霊談）。
シャドウ
「闇」を司る精霊。
テイルズ オブ ドンジャラの精霊牌に登場。ルナ同様、今回は姿なし。
オリジン
声 - 竹本英史
精霊の王。威厳のある姿をしている。タイミングバトルではクレス、ロイド、ルークの3人担当。
（イフリート→ウンディーネ→シルフ→ノーム→セルシウス→ヴォルト→オリジンの順に登場）。
精霊幼生体
声 - 高橋美佳子
極めて小さい存在。光を放ち各シリーズの人物達を集めた張本人。今作オリジナルの精霊。

### その他のキャラクター
ここでは、上記のキャラクター以外のキャラクターについて記載する。

#### ファンタジア
モンスター
声 - 藤本たかひろ、福原耕平
クレスたち一行に襲いかかってきたおなじみの敵キャラクター。
チェスターのタイミングバトルではシュタインメッツと一緒に登場。

#### シンフォニア
レネゲード
声 - 田中大文
ユアン率いる軍隊の兵士の一人。ケイトを人質にとるなどしていた。
ロイドのタイミングバトルでも登場。
クルシスの天使
声 - 鈴木達央、平井啓二
クラトスを軟禁していたときに監視していた人物。
ゼロスのタイミングバトルでも登場。

#### アビス
ラリー・ヒューズ
声 - 鈴木達央
「遺言-メシュティアリカ-」に登場｡2回ともティア（14歳の時代）に勝利した人物。
剣が得意で詠唱時間は遅いが、譜術も使用可能。ルークのタイミングバトルでも登場。
おばさん
声 - 斉藤貴美子
「マルクト帝国騒動記」に登場。グランコクマ商店街で皇帝暗殺計画に関した情報を提供してくれた。
男の人
声 - 藤本たかひろ
グランコクマ広場の噴水前にいた人物。ガイの登場と同時に女の人にフラれた。
なぜか関係の無いクレスのタイミングバトルにも登場。
女の人
声 - 牧島有希
上記の男の人をふった女の人（皇帝暗殺計画に関した情報を提供してくれた）。
ならず者
声 - 森岳志、福原耕平
女の人（声 - 牧島有希）を襲った大男と小柄な男。ピオニーの体術でボロ負けに終わる。
なぜか関係の無いクレスのタイミングバトルにも登場。
内務大臣
声 - 竹本英史
マルクト帝国の政治家、ピオニーの行動振りにいつも手を焼いている。
マルクト兵
声 - 金光祥浩、田中大文、平井啓二
マルクト軍に勤務する兵士、港の見張り番は皇帝暗殺計画に関した情報を提供してくれた。
マルクト義勇軍は皇帝暗殺に関わっていたが計画は失敗に終わり、ジェイドの「インディグネイション」を食らって死亡する。

## プロモーション
初回特典
コレクションカードゲーム「テイルズ オブ マイシャッフル」
予約特典
テイルズ オブ カウントダウンDVD
本作の予約特典として同梱されたDVD。
カウントダウン☆テイルズ オブ
『ジャンプフェスタ2007』の「バンダイナムコゲームスブース・人気キャラクターランキング発表ステージ」で行われた「第3回テイルズ オブ キャラクター人気投票ランキング発表」の模様をゼロスとジェイドが解説しながら、ランキングの結果を検証するというもの。ランキングの結果は公式ホームページを参照。
『ビバ☆テイルズ オブ』同様にゼロスとジェイドが司会のトーク番組風の形式でコーナーがスタートする。ジャンプフェスタのステージではランキングの20位以内にランクインしたキャラクターを紹介し、その内15位以内にランクインしているキャラクターの声優がゲスト出演、またはVTRで出演した。